# Günter Scharein

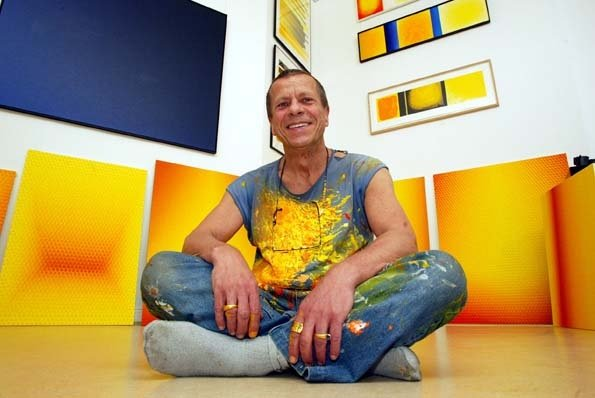
Günter Scharein im Atelier

Günter Scharein (* 27. April 1949 in Bassum/Niedersachsen) ist ein deutscher Maler. Seine chromatischen aus der Farbfeldmalerei entwickelten Arbeiten entstehen in Berlin, wo er seit 1972 lebt und arbeitet.
Perfekter Farbauftrag, Rasterung, das Kalkül und ein analytisches Vorgehen sind die Grundlage konstruktiv-konkreter Kunst. Scharein versteht seine Arbeiten darüber hinaus als inhaltliche, emotionale Farbtafeln und verstärkt dieses mit seinen Bildtiteln wie „Sakral“ oder „Sehnsuchtstriptychon“. Die Arbeiten von Scharein befinden sich in privaten und öffentlichen Sammlungen im In- und Ausland.

## Leben
Scharein studierte nach dem Abitur von 1969 bis 1977 Kunsterziehung an den Kunsthochschulen in Hamburg bei Fritz Seitz und Bazon Brock und in Saarbrücken bei Oskar Holweck. 1979 wechselte er an die Universität der Künste nach Berlin, wo er bei Johannes Geccelli und Herbert Kaufmann zum Meisterschüler avancierte. 1979/1981 legte er das Erste und Zweite Staatsexamen für das Lehramt für Gymnasien ab und arbeitete als Kunsterzieher in der Menzel-Oberschule in Berlin. Von 1981 bis 1983 erhielt er ein Atelierstipendium der Karl-Hofer-Gesellschaft in Berlin.
1988 gab er seine Tätigkeit als Lehrer auf und arbeitet seitdem als freier Maler.

## Entwicklungen und Werke

### Kartonarbeiten

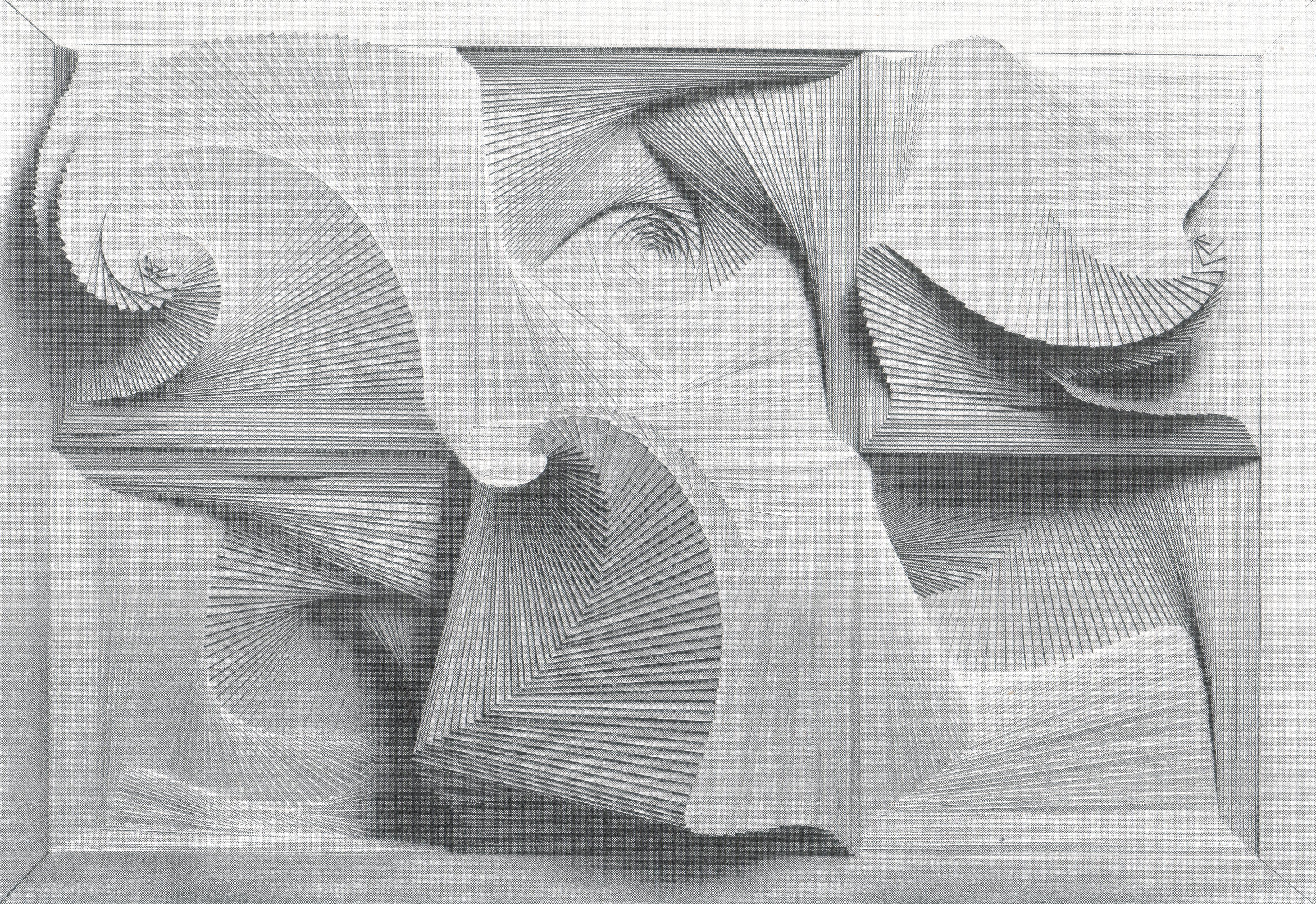
„Sechs freie Variationen“ 1974, Karton, 98 × 68 × 10 cm

Bereits im Vorfeld seines Studiums als Kunsterzieher setzt Scharein um 1968 bei einem streng seriell aufgebauten, auf Schwarzweißkontraste reduzierten Bildkonzept an. Scharein geht vom Quadrat als Grundmodul aus und setzt dies durch Verschiebungen des Schwarz-Weiß-Kontrastes oder durch plastische Modifikationen optisch in Bewegung.

### Siebdruck

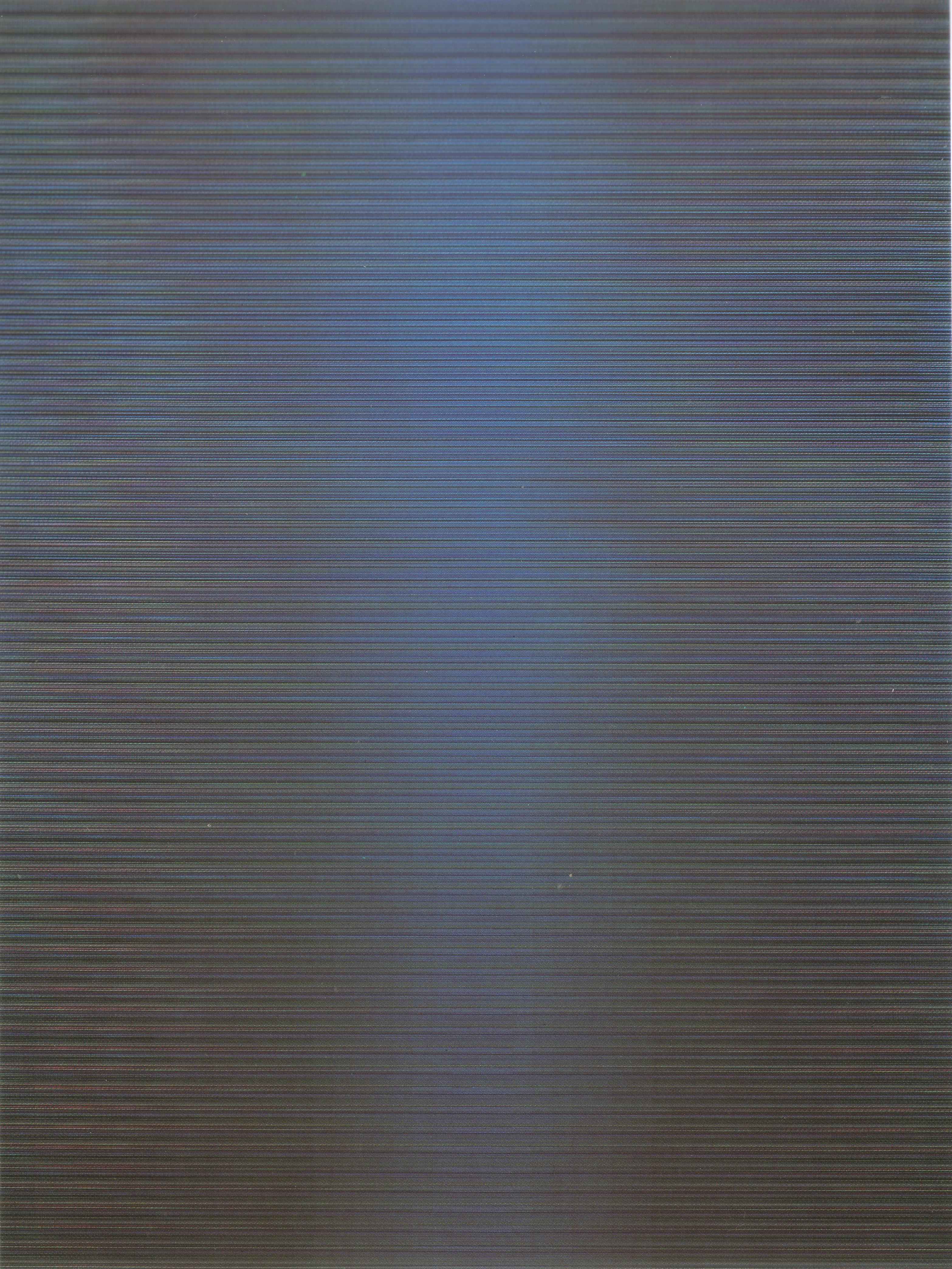
„Kreuz der Vergangenheit“ 1982, Detail, 12 × 18 cm

Scharein nutzt den Siebdruck nicht zur Herstellung von Auflagengraphik, sondern schafft Unikate, in dem er im Verlauf hunderter Druckvorgänge „Sieb-gedruckte Arbeiten“ schafft. Der Künstler entwickelt eine minutiös kontrollierte, horizontal und vertikal verlaufende Streifentechnik. Diese verwebt die Farben Gelb, Rot, Grün und Blau zu einem dichten Bildplan, der auf Distanz mit einer rhythmisch an- und abschwellenden Farbbewegung fasziniert. Bei näherer Betrachtung verblüfft eine Mikrostruktur aus tausenden dünnen oder breiteren farbigen Strichen. In einer der letzten Sieb-gedruckten Arbeiten „Großer Rousseau“ von 1981 werden die Dschungelphantasien des Franzosen Henri Rousseau in mehreren hundert unterschiedlichen Grünabstufungen umgesetzt.

### Farbarbeiten

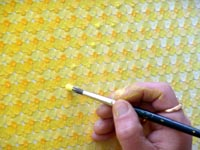
Farbpunkte werden in das Raster gesetzt

Ende der 1970er Jahre wechselt Scharein von der Siebdrucktechnik zu farbigen Pinselarbeiten, mit denen er die Tiefenräumlichkeit der Farbe in neuer Qualität ausloten kann. Die Strichtechnik der Siebdrucke wird zunächst weitergeführt, aufbauend auf einem horizontal oder vertikal verlaufenden Streifenraster. Eine zusammenhängende Serie von um 1985 entstehenden Bildern ist aus dem Komplementärkontrast Rot – Grün heraus entwickelt. Parallel dazu entstehen die eher chromatisch konzipierten Malereien, in denen der bis heute weiterentwickelte Punktraster die vorherige Streifentechnik ablöst. Wie im Siebdruckverfahren entstehen die Bilder durch Überlagerung mehrerer unterschiedlicher Farbabläufe. Aus der Ferne verschmilzt die gepunktete Feinabstimmung zu weiten homogenen und monochrom scheinenden Flächen. Jeder dieser Abläufe ist jedoch aus vielen hundert einzelnen Farbtönen und Tausenden einzelner Punkte zusammengesetzt. Auf einen cm² werden bis zu 17 verschiedene Farbpunkte aufgetragen.

### Altarbilder

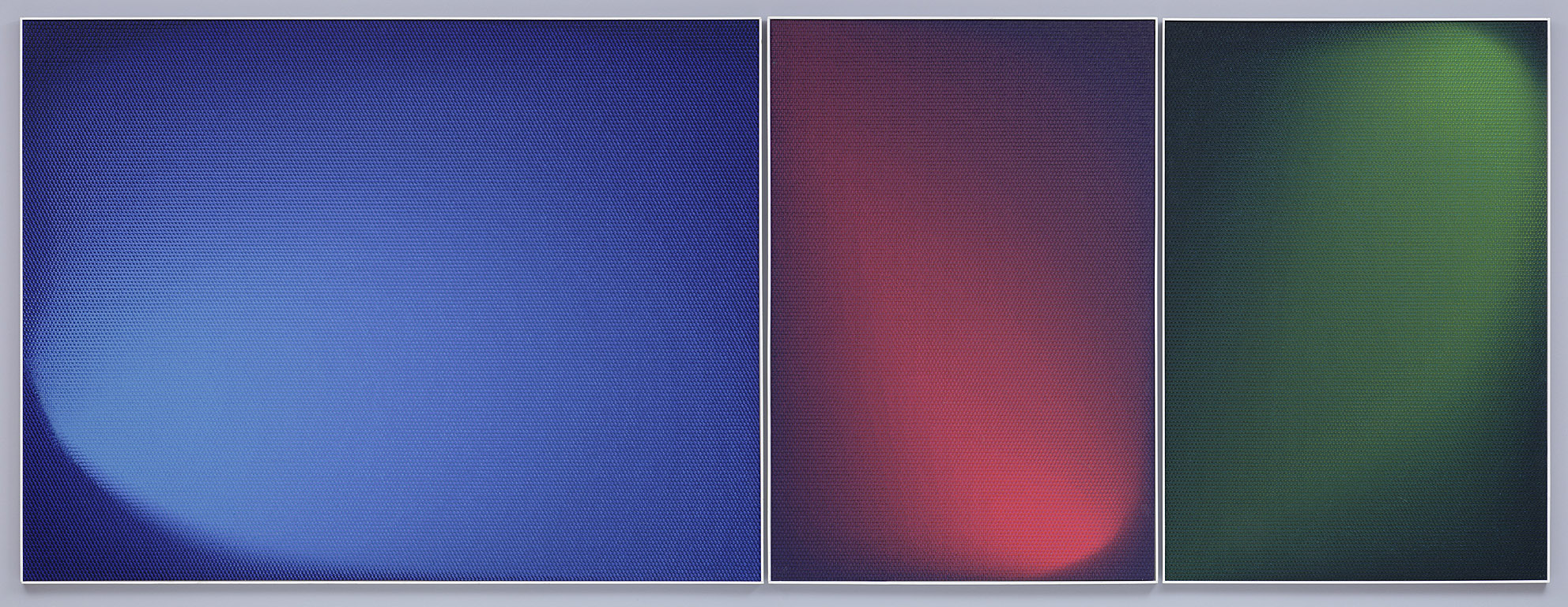
„Sehnsuchtstriptychon“ 1987-88, 124 × 330 cm

1979 erfolgt der erste Versuch eines Altarbildes, der den Auftakt gibt für eine ganze Serie von Triptychen. Mit der Modulation eines Farbtons gelingt Scharein das Darstellen von Figuren, wenn man bereit ist, Figur nicht nur als realistische Darstellung von Körper zu begreifen. Die Inhaltlichkeit in seinen Altarbildern entsteht durch die Farbfiguren und die Bildkompositionen.

## Wichtige Einzelarbeiten

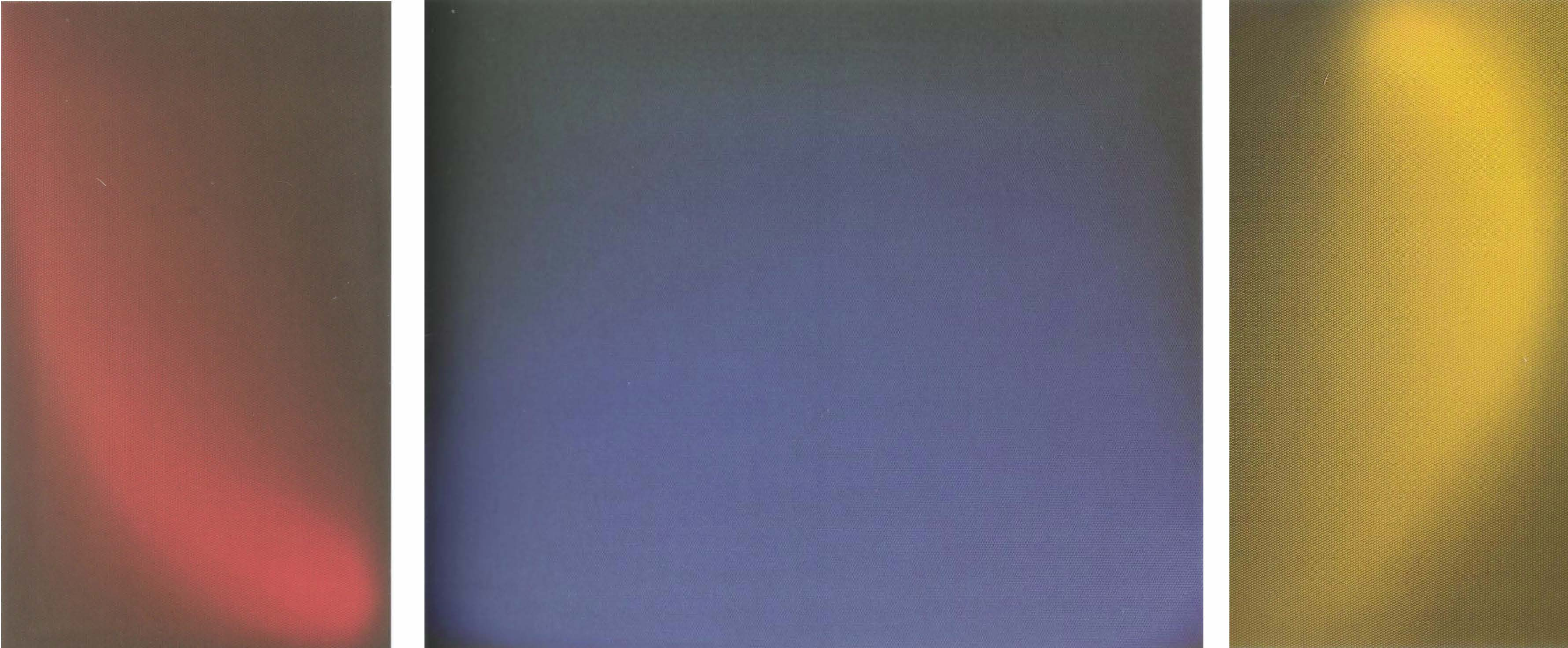
„Meister Mathis“ 1983-85, 205 × 500 cm

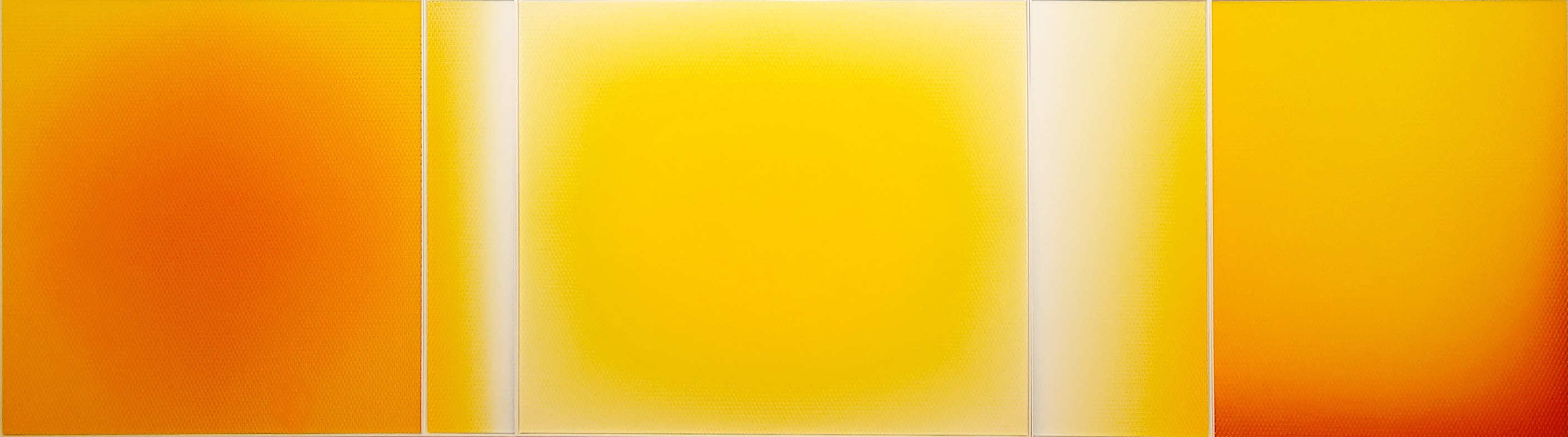
„Sinfonie in Gelb“ 2003-55, 205 × 750 cm

### „Meister Mathis“
Die von wissenschaftlicher Akribie geleiteten Farbrecherchen Schareins der mittleren 1980er Jahre sind verbunden mit einer spirituellen Aufladung über Bildtitel sowie motivische Anklänge und führen 1985 zu dem über zwei Jahre bearbeiteten Triptychon „Hommage à Meister Mathis“, eine zentrale Arbeit im Werk des Berliner Künstlers. Mittels abstrakter auf- und absteigender Farbbewegungen hat Scharein die Verkündigung, die Kreuzigung und die Auferstehung des Isenheimer Altar, in seinem Bild zusammengestellt.
Bis heute führt Scharein die Thematik des Altarbildes mit großformatigen chromatischen Arbeiten fort, deren Lichtenergien aus einem tiefen Blau oder einem Sonnengelb in den Raum des Betrachters ausstrahlen. Die Konsequenz und der große Atem dieser Bilder Schareins ergeben Bezüge zu den monumental gedachten, spirituellen monochromen Bildern von Mark Rothko, Barnett Newman oder Ad Reinhard.

### „Sinfonie in Gelb“
Die „Sinfonie in Gelb“ ist das bisher größte Werk des Künstlers, auf insgesamt fünf Tafeln über 202 × 750 cm. Die Arbeit entstand in den Jahren 2003 bis 2005.
Scharein beschreibt diese Arbeit als eine „musikalische Sinfonie“, welche in der Regel auch aus drei bis fünf Sätzen bestehe. „Meine 'Sinfonie in Gelb' entwickelte sich aus drei großen Sätzen: irdisch, schwebend, aufsteigend – verbunden durch zwei kleine Intermezzi. Die Lichtfarbe Gelb soll in ihrer geballten Energie nahezu körperlich wahrgenommen werden, ihre anschaulichen Qualitäten beim Betrachter Assoziationen und Emotionen hervorrufen.“